# Pterolophia truncatipennis
Pterolophia truncatipennis är en skalbaggsart som först beskrevs av Maurice Pic 1951.  Pterolophia truncatipennis ingår i släktet Pterolophia och familjen långhorningar. Inga underarter finns listade i Catalogue of Life.